# Flieger-Erinnerungsabzeichen

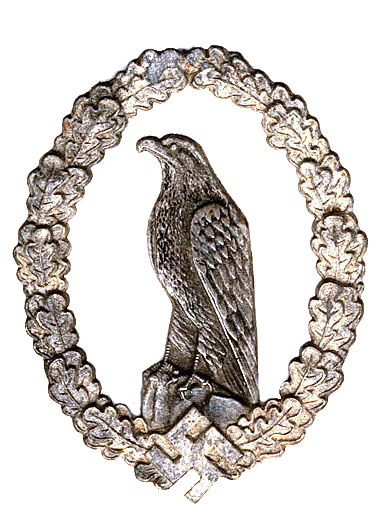
Flieger-Erinnerungsabzeichen

Das Flieger-Erinnerungsabzeichen wurde am 26. März 1936 durch den Reichsminister der Luftfahrt und Oberbefehlshaber der Luftwaffe Hermann Göring gestiftet und konnte bei ehrenvollem Ausscheiden aus dem fliegenden Personal der Luftwaffe verliehen werden.
Voraussetzung war der mindestens vierjährige Besitz eines Fliegerabzeichens oder eine fünfzehnjährige Dienstzeit.
Während des Zweiten Weltkriegs wurden keine Verleihungen vorgenommen.

## Aussehen
Das hochovale Abzeichen ist aus einem dichten Eichenkranz gebildet und besteht aus versilbertem Feinzink oder Buntmetall. Im Kranz ist ein sitzender, nach links gewendeter Adler zu sehen. Im unteren Schnittpunkt des Kranzes ist das Hakenkreuz erkennbar.

## Trageweise
Getragen wurde die Auszeichnung als Steckabzeichen auf der linken Brustseite.

## Sonstiges
Gemäß Gesetz über Titel, Orden und Ehrenzeichen vom 26. Juli 1957 ist das Tragen des Flieger-Erinnerungsabzeichens aus der Zeit des Nationalsozialismus in der Bundesrepublik Deutschland nur ohne Hakenkreuz gestattet.